# Дрыва, Брунон
Бру́нон Дры́ва (пол. Brunon Drywa; 20 июля 1936, Тухлинек — 18 декабря 1970, Гдыня) — польский рабочий, грузчик порта Гдыни, крановщик судоверфи имени Парижской коммуны. Погиб при подавлении протестов на Балтийском побережье в декабре 1970. Стал олицетворяющим символом этих событий.

## Происхождение, работа, семья
Родился в крестьянской семье из гмины Сераковице. Этнический кашуб. Окончил школу, затем профтехучилище. Получил специальность слесаря, но работал в основном в отцовском хозяйстве. В 1956—1958 служил в армии ПНР. После военной службы Брунон Дрыва десять лет работал грузчиком в морском порту Гдыни. В 1968 году окончил курсы крановщиков и поступил на Гдыньскую судоверфь имени Парижской коммуны.
Брунон Дрыва был женат на Стефании, работнице текстильной фабрики. Имел сына Романа, дочерей Мариолу и Габриелу. Брат Леон был директором школы, состоял в правящей компартии ПОРП. В 1963 Брунон с женой и детьми переехал на жительство в Гдыню. В 1970 году семья получила трёхкомнатную квартиру (одну комнату сдавали моряку загранплавания).
Впоследствии Стефания Дрыва рассказывала, что Брунон придерживался антикоммунистических взглядов, негативно относился к членам ПОРП (кроме брата). Однако какой-либо общественной активности он не проявлял и политикой не интересовался.

## Гибель в «чёрный четверг»
В декабре 1970 года, незадолго до Рождества, ЦК ПОРП и правительство ПНР приняли решение о значительном повышении цен на товары массового спроса. Это вызвало массовые протесты, особенно рабочих Труймяста. Власти бросили против забастовок и демонстраций армейские части и отряды ЗОМО.
Брунон Дрыва не участвовал в протестах. Утром 17 декабря 1970 (czarny czwartek — «чёрный четверг») он направлялся на работу. На вокзале попал под армейский обстрел, получил смертельные ранения и на следующее утро скончался в больнице. Был тайно захоронен на Витоминьском кладбище Гдыни в ночь на 19 декабря. Стефания Дрыва с детьми уехали из города.

## Символ и память
Брунон Дрыва не был участником борьбы против режима ПОРП, он даже не успел примкнуть к стихийным протестам против повышения цен. Его смерть была отчасти случайной. Но он, наряду со Збигневом Годлевским, сделался олицетворением декабрьской трагедии. Этому способствовал и тот факт, что среди убитых в Гдыне Дрыва был старшим по возрасту.
Имя Брунона Дрывы высечено на обелиске погибшим. 17 декабря 2008 года президент Польши Лех Качиньский посмертно наградил его Золотым Крестом Заслуги — «за содействие демократическим преобразованиям». 30 декабря 2019 имя Брунона Дрывы названа одно из улице селения Сераковице (Картузский повят, гмина Сераковице).
Судьба Брунона Дрывы легла в сюжетную основу фильма «Чёрный четверг». Эту роль исполнил Михал Ковальский.